# Палюмбецкий, Александр Иванович
 Александр Иванович Палюмбецкий (1811—1897) — юрист, ординарный профессор кафедры энциклопедии права и истории философии права, декан юридического факультета, ректор Харьковского университета.

## Биография
Родился в 1811 году в Казани в семье священника Борисоглебской церкви. Учился в Казанской духовной семинарии, из высшего отделения которой в 1829 году поступил на философско-юридический факультет Главного педагогического института. По окончании курса в 1835 году, был направлен за границу и, по возвращении в Россию, 30 ноября 1838 года был назначен в Харьковский университет адъюнктом по кафедре энциклопедии права и общего обозрения системы российских государственных законов.
Секретарь юридического факультета (1842—1845). Эту должность он занимал в течение 1863—1866, 1869—1870 и 1872 годов.
Защитил докторскую диссертацию «О системе судебных доказательств древнего германского права сравнительно с Русскою Правдою и позднейшими русскими законами, находящимися с ним в ближайшем соотношении» (1844) и был избран экстраординарным профессором; к 1849 году он был уже ординарным профессором университета. В 1852 году он перешёл на кафедру уголовного права, которую и занимал до своей отставки в 1876 году.
Вместе с немногими другими харьковскими профессорами, он был представителем того гуманитарного направления, которого проповедниками являлись в Москве лица из кружка Станкевича и Грановского. Лекции Палюмбецкого отличались замечательной логической последовательностью и систематичностью. Вместе с Гавриилом и Егором Степановичами Гордеенко, Каченовским и некоторыми другими профессорами Палюмбецкий выступил противником профессорских пансионов для обучающихся в университете студентов, распространённых в то время.
Был ректором Харьковского университета в 1849—1852 и 1872—1873 годах. С 1859 года исполнял должность декана юридического факультета. В 1870 году был избран, вместе с профессорами Стояновым и Сокальским, в число судей университетского суда.
За рецензию сочинения Власьева комиссия по присуждению Уваровской премии присудила Палюмбецкому золотую медаль.
Из печатных трудов Палюмбецкого более известны: напечатанная в Харькове, в 1844 году, докторская диссертация «О системе судебных доказательств древнего германского права сравнительно с Русской правдой и позднейшими русскими законами, находящимися с ним в ближайшем соотношении» и университетская актовая речь 30 августа 1854 года: «О происхождении и распространении пенитенциарной системы» (Харьков : Унив. тип., 1854. — 105 с.).
В 1876 году вышел в отставку, но и после этого еще некоторое время читал лекции студентам Харьковского университета. С 1875 года — почётный член университета. В 1886 году была учреждена премия имени А. И. Палюмбецкого за лучшие студенческие работы.
Награждён орденами Св. Станислава 1-й и 2-й степеней; Св. Владимира 2-й степени; Св. Анны 2-й степени.
Умер 18 (30) сентября 1897 года.